# Skallelv
Skallelv (kvänska: Kallijoki, nordsamiska: Gállojohka) är en ort i Vadsø kommun i Finnmark fylke i norra Norge. Den ligger på den norra sidan av Skallelvas mynning i Varangerfjorden. Europaväg 75 mellan Vadsø och Vardø går förbi orten. 
Skallelv grundades från 1860-talet av invandrare från Finland, som etablerade små jordbruk där vid älvstranden. Jordbruket kombinerades med fiske. De äldsta jordbruken ligger på Nesset (Niemi) bredvid och nära varandra, längs den gamla landsvägen (nu väg 322). De ligger vid Skallelvas mynning och har sina odlingslotter omedelbart norr om husen. År 1900 fanns det 16 gårdar i byn. En andra bosättningsvåg kom under 1920- och 1930-talen, då antalet gårdar fördubblades. Byggnaderna var av varangerhustyp, med alla funktioner, inklusive ladugård, under ett tak. En stor del av nuvarande invånare har kvänskt ursprung. 
Orten är en av de få, som inte brändes ned under den tyska reträtten från Finnmark hösten 1944.
I orten finns Skallelvs kapell. 

## Bilder

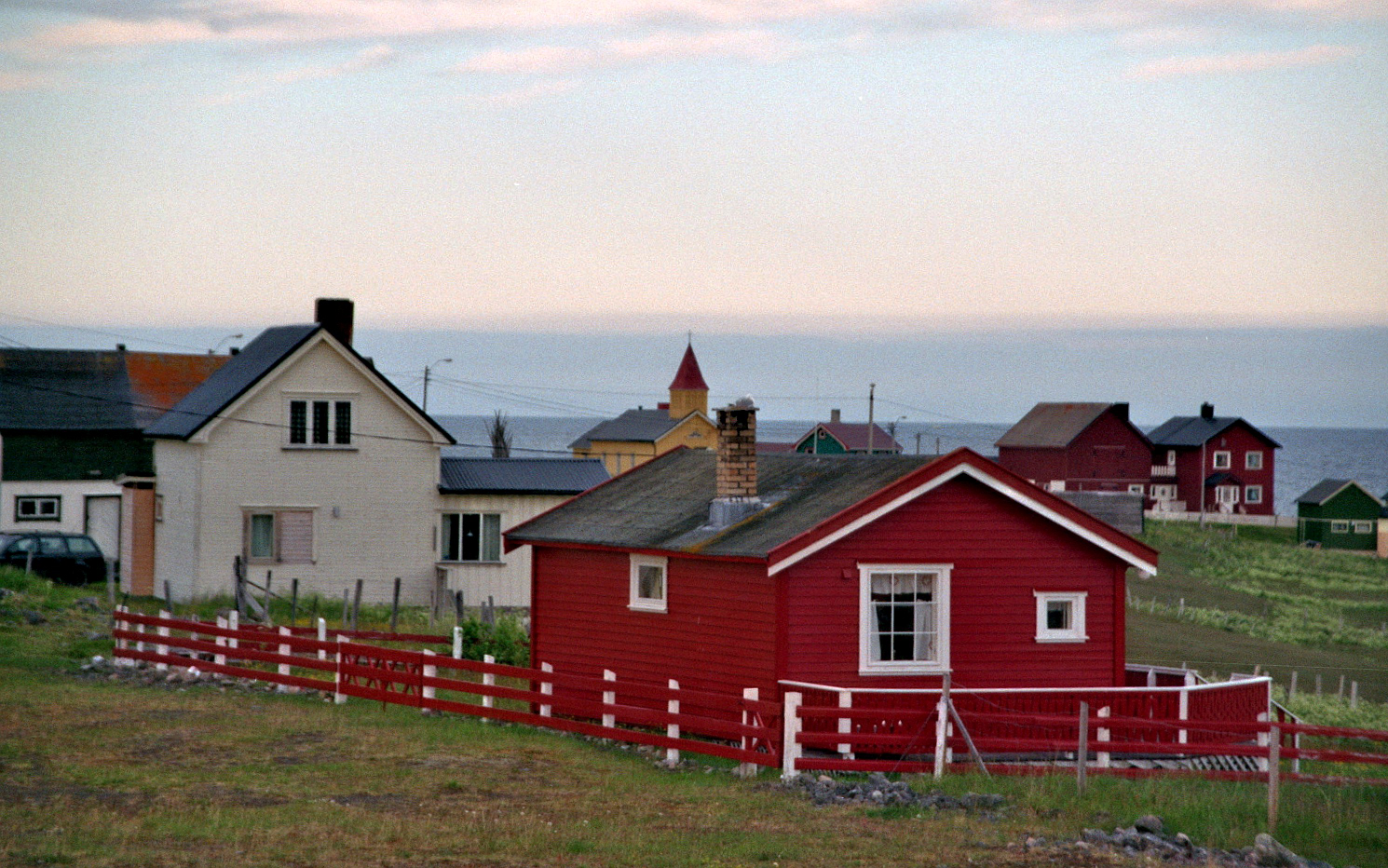
Skallelv sett från E75. Huset längst till höger är ett för trakten typiskt varangerhus.
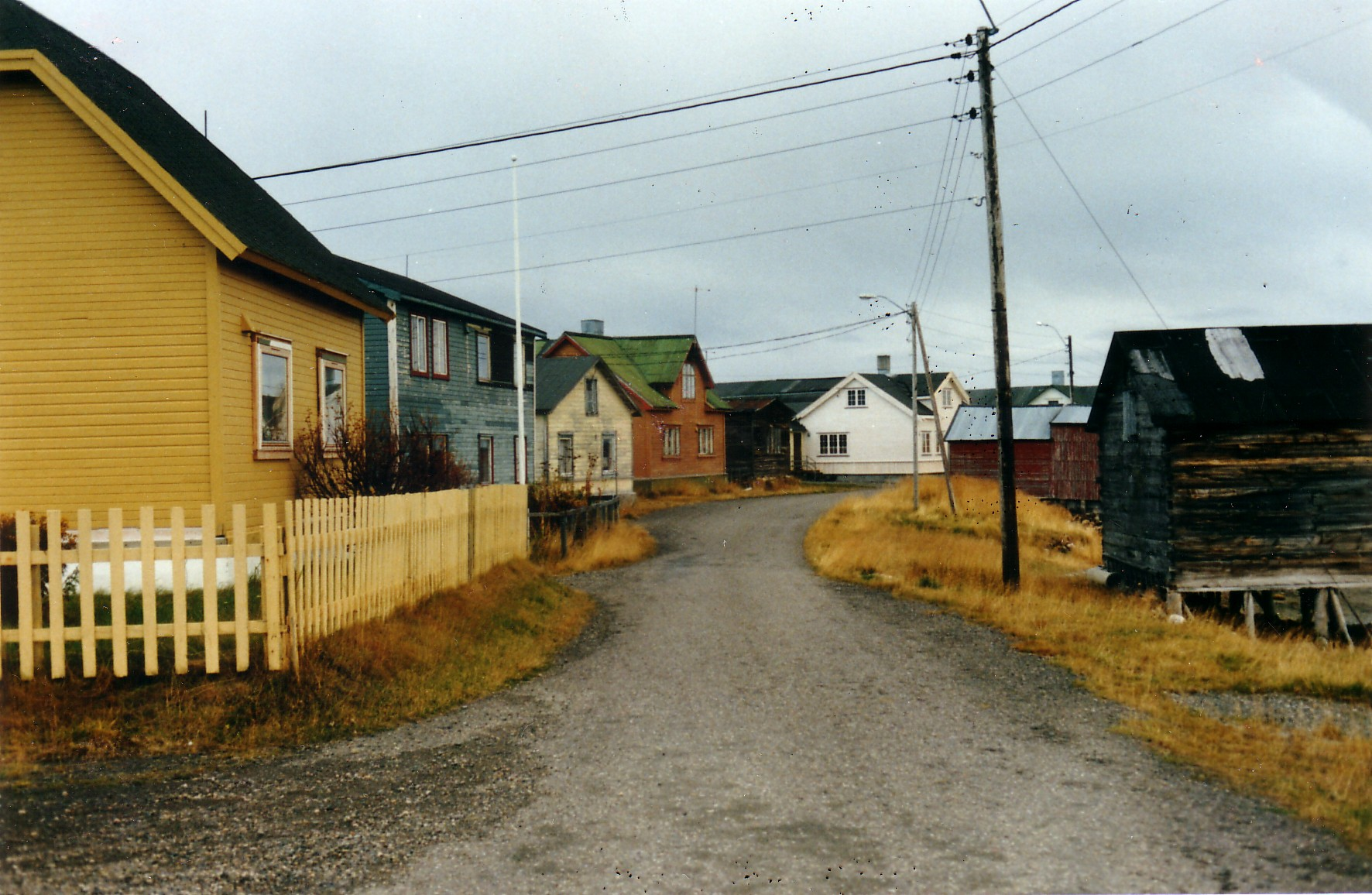
Skallelv 1989.